# Кейтлин (кечистка)
Селесте Берил Бонин (родена на 7 октомври 1986 г.) е американски модел и професионална кечистка, по-известна с името Кейтлин.
Тя работи в WWE и е в шоуто „Разбиване“. Преди е била във Florida Championship Wrestling (съкратено FCW) и след това печели третия сезон на NXT.

### Завършващи Движения
- Лотус (Lotus Lock)
- Лотус Туш (Lotus Lock Victory Roll Up)
- Размазвача (Reverse STO)
- Копие (Spear)

### Титли и постижения
Body fitness 
- National Physique Committee
  - Джон Шърман Класическа Културистка Фигура и Фитнес шампионка
  - Конкуренция Arnold Classic NPC Фигура клас D (Пето място)

 Professional wrestling 
- Pro Wrestling Illustrated
  - PWI я класира на No. 5 от топ 50 жените кечистки през 2013
- Wrestling Observer Newsletter
  - Най-лош Работил Мач на годината (2010) срещу Максин на NXT на 19 октомври
  - Най-лош Работил Мач на годината (2013) 14 – жени елиминационен мач в Сървайвър на 24 ноември
- WWE
  - Шампионка на дивите на WWE (1 път)
  - Победителка в NXT (3 сезон)